# So Lucky
So Lucky (с англ. — «Так удачлив») — песня, которую представители Молдавии группа Zdob şi Zdub исполнила во втором полуфинале 12 мая 2011 года, а также в финале конкурса Евровидение 14 мая 2011 года. Группа в итоге заняла 12 место в финале конкурса. Музыка к песне составлена Романом Ягуповым, Михаем Гынку и Марком Эльснером. Текст песни написали Энди Шуман и Марк Эльснер.